# Vlag van Bergen op Zoom

Vlag van Bergen op Zoom

De vlag van Bergen op Zoom werd op 24 februari 1978 per raadsbesluit door de Noord-Brabantse gemeente Bergen op Zoom aangenomen als de gemeentelijke vlag. Na de gemeentelijke herindeling op 1 januari 1997 is dezelfde vlag op 27 februari 1997 opnieuw vastgesteld als de gemeentelijke vlag voor de huidige gemeente Bergen op Zoom. In het raadsbesluit wordt de vlag als volgt beschreven:
Drie horizontale banen, achtereenvolgens in de kleuren rood-wit-rood, waarvan de hoogten zich verhouden als een tot twee tot een; op de witte baan is aan de broekzijde het gemeentewapen geplaatst.
De vlag is opgemaakt uit drie banen: rood, wit en rood. Aan de broekzijde is in de middelste baan het gemeentewapen compleet met de kroon en schildhouders geplaatst. De middelste baan is net zo hoog als de twee rode banen samen.
In 1962 was de vlag, die omstreeks 1870 reeds werd gedocumenteerd, volgens Sierksma in onbruik geraakt, al vond hij het zeker aan te raden om de vlag weer in gebruik te nemen. Volgens Ham dat het wapen werd eertijds meestal midden van de vlag geplaatst, maar is wel enigszins gemoderniseerd. Aan de mastzijde komt die het beste tot zijn recht. Zelfs als de vlag door windstilte niet kan uitwaaien ziet men in elk geval nog een deel ervan.
Als stadskleuren van Bergen op Zoom beschouwde men tot in de 18e eeuw zowel rood en wit als zwart en wit. Een gespleten wimpel met drie schuinkruisjes in een vierkant aan de stok en drie banen aan de uitwaaiende zijde komt voor op een plaquette van de deken van het schippersgilde uit 1765 in de collectie van het Markiezenhof in Bergen op Zoom. In de 19e en vroege 20e eeuw komen overigens ook linten en vlaggen in rood en groen als stadskleuren voor. Vanaf de jaren 1930 gaf men echter steeds meer de voorkeur aan rood en wit.